# Zwyrodnienie ziarnisto-wodniczkowe

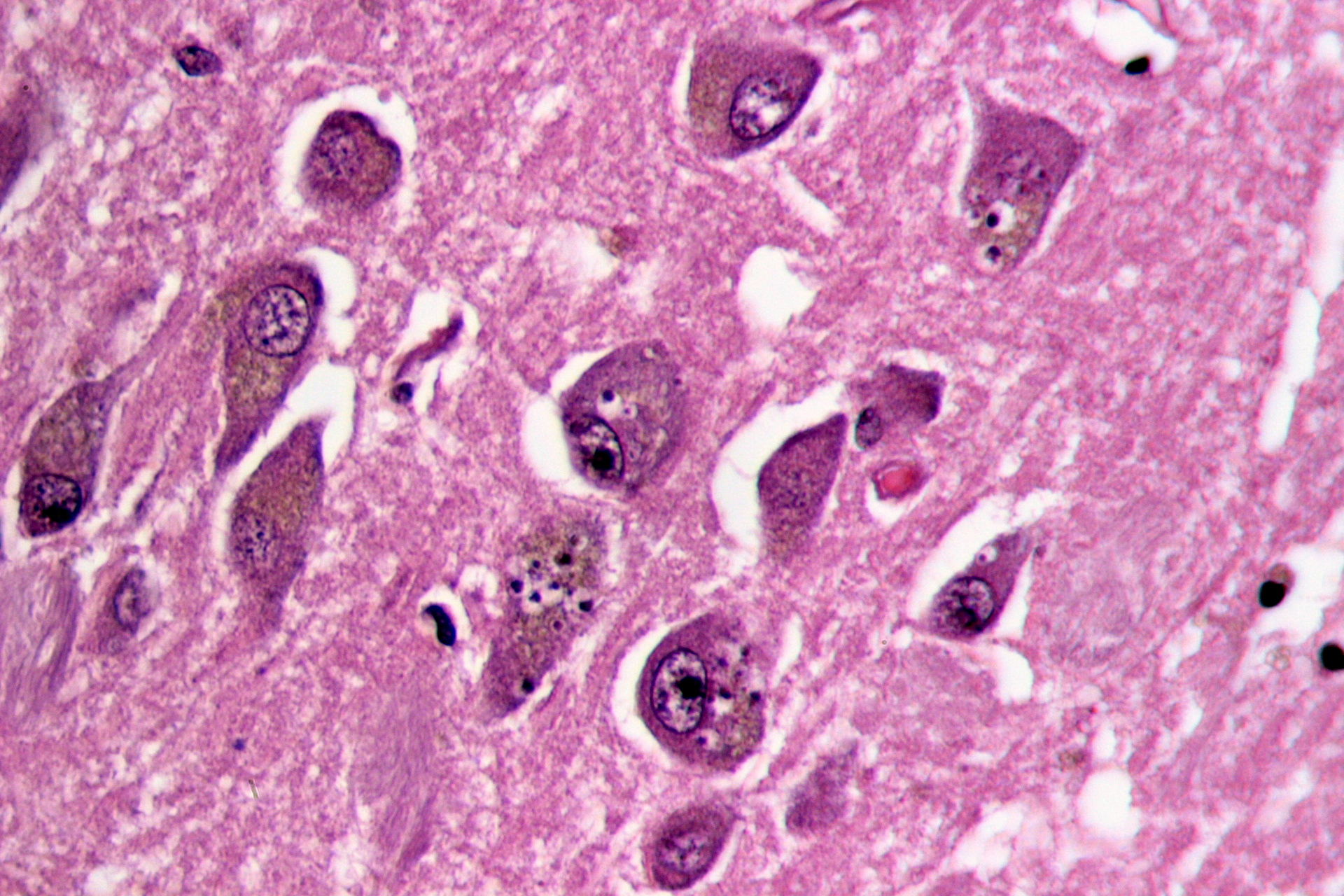
Zwyrodnienie ziarnisto-wodniczkowe w neuronach hipokampa

Zwyrodnienie ziarnisto-wodniczkowe (ang. granulovacular degeneration, GVD) – zmiany neurodegeneracyjne mające postać wodniczek (wakuoli) średnicy od 3 do 5 μm w cytoplazmie neuronów piramidowych formacji hipokampa, zawierających centralnie położone zasadochłonne i srebrochłonne ziarnistości. Szczególnie predysponowany do GVD jest kwadrant brzuszno-boczny formacji hipokampa.
GVD są charakterystyczne, ale nie patognomoniczne dla choroby Alzheimera. Wykazywano ich obecność w wielu różnych chorobach neurodegeneracyjnych: postępującym porażeniu nadjądrowym, chorobie Hallervordena-Spatza, zwyrodnieniu korowo-podstawnym i chorobie Picka, a także w zdrowym mózgowiu starszych ludzi.
Znaczenie GVD jest niejasne; w jednych badaniach nie stwierdzono wyraźnej korelacji między gęstością tych zmian w mózgowiu czy ich topografią a obrazem klinicznym (wiekiem, obecnością otępienia), w innych stwierdzono predylekcję zmian do regionów H1 i H2 hipokampa oraz korelację między wiekiem i otępieniem a obecnością zmian typu GVD (u osób powyżej 60. roku życia i bez otępienia zmiany były stwierdzane rzadko).
Immunohistochemicznie wykazano w GVD obecność α- i β-tubuliny, NFP, ubikwityny, kinazy kazeinowej 1α (CK1α), 1δ (CK1δ) i 1ε (CK1ε). Zaproponowano, że CK1α może być markerem GVD.
Zwyrodnienie ziarnisto-wodniczkowe opisał jako pierwszy Teofil Simchowicz w 1911 roku.